# Klíman
Klíman (Ardisia) je rod rostlin z čeledi prvosenkovité. Jsou to keře a stromy s jednoduchými střídavými listy často nahloučenými na koncích větví. Květy jsou většinou bílé nebo růžové, pětičetné, často poněkud připomínající květy lilku. Plodem je peckovice. Rod zahrnuje asi 250 až 500 druhů a je rozšířen v tropech téměř celého světa. Několik druhů přesahuje i do mírného pásu.
Klímany obsahují řadu účinných látek (zejména saponiny a benzochinony) a jsou používány zejména v asijské medicíně. Některé druhy jsou pěstovány jako okrasné dřeviny, např. klíman vroubkovaný. Druh Ardisia elliptica pochází z asijských mangrovů a stal se v některých tropických zemích invazním druhem.

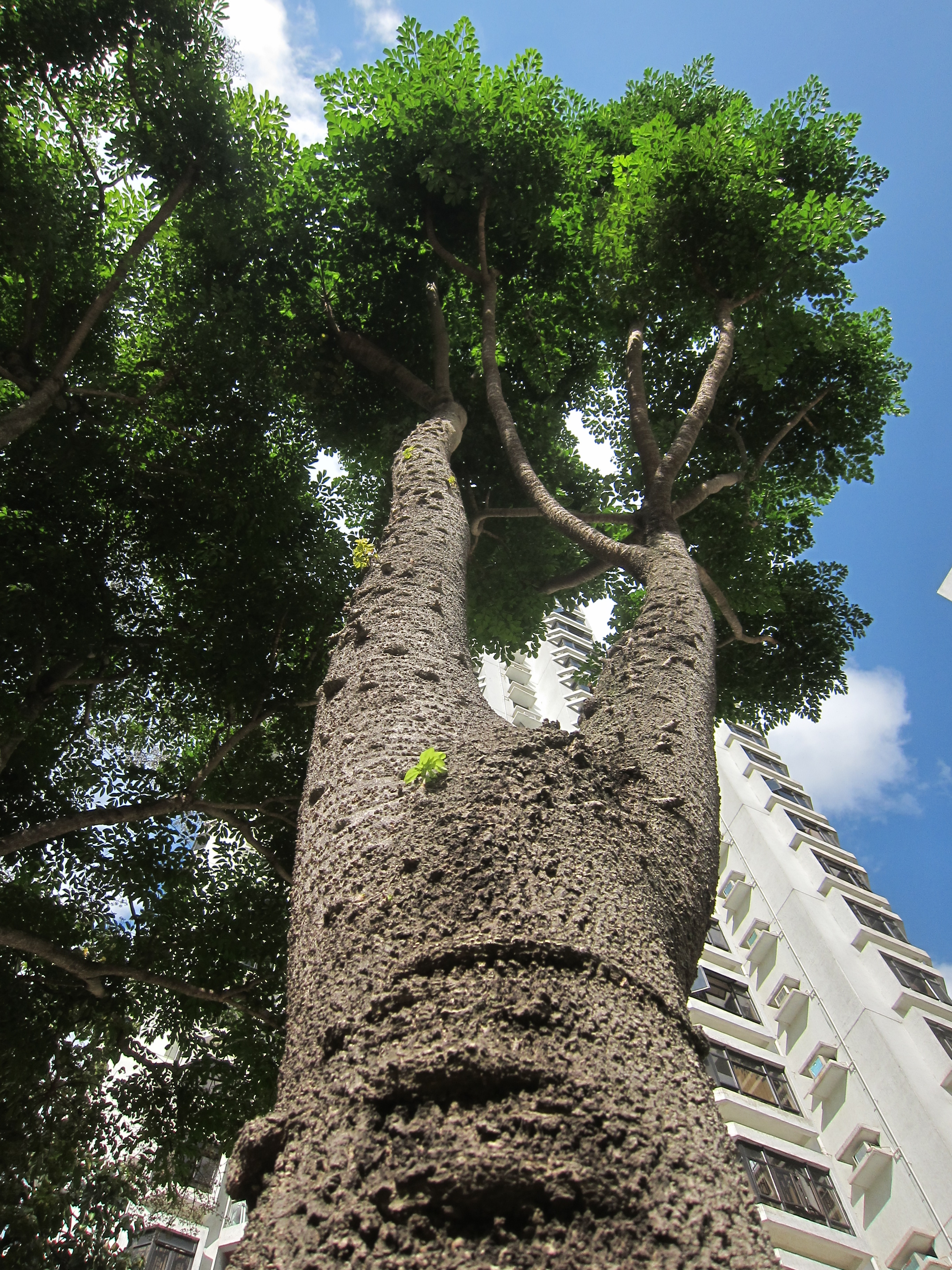
Ardisia quinquegona na ulici v Hongkongu

## Popis
Klímay jsou stromy, keře, řidčeji polokeře nebo byliny. Madagaskarský druh Ardisia capuronii dorůstá výšky až 25 metrů. Listy jsou střídavé, řapíkaté, bez palistů, často nahloučené na koncích větví. Čepel listů je celokrajná nebo na okraji vroubkovaná či pilovitá, na ploše obvykle tečkovaná nebo čárkovaná. Květy jsou oboupohlavné, většinou pětičetné, uspořádané v úžlabních nebo koncových latách, vrcholících, chocholících či hroznech. Kalich je zvonkovitý až miskovitý, kališní lístky jsou volné nebo jen na bázi krátce srostlé. Koruna je většinou bílá nebo růžová, zvonkovitá až kolovitá, s laloky na bázi srostlými a překrývajícími se většinou doprava. Korunní lístky se v průběhu vývoje květu často prohýbají dozadu. Kalich i koruna bývají tečkované nebo čárkované. Tyčinky mají velmi krátké nitky a jsou přirostlé ve spodní části nebo v polovině korunní trubky. Semeník je vejcovitý až téměř kulovitý a obsahuje 3 až mnoho vajíček v jediné komůrce. Čnělka je dlouhá a tenká, zakončená drobnou bliznou. Báze čnělky je vytrvalá. Plodem je jednosemenná peckovice. Plody jsou někdy podélně žebrované.

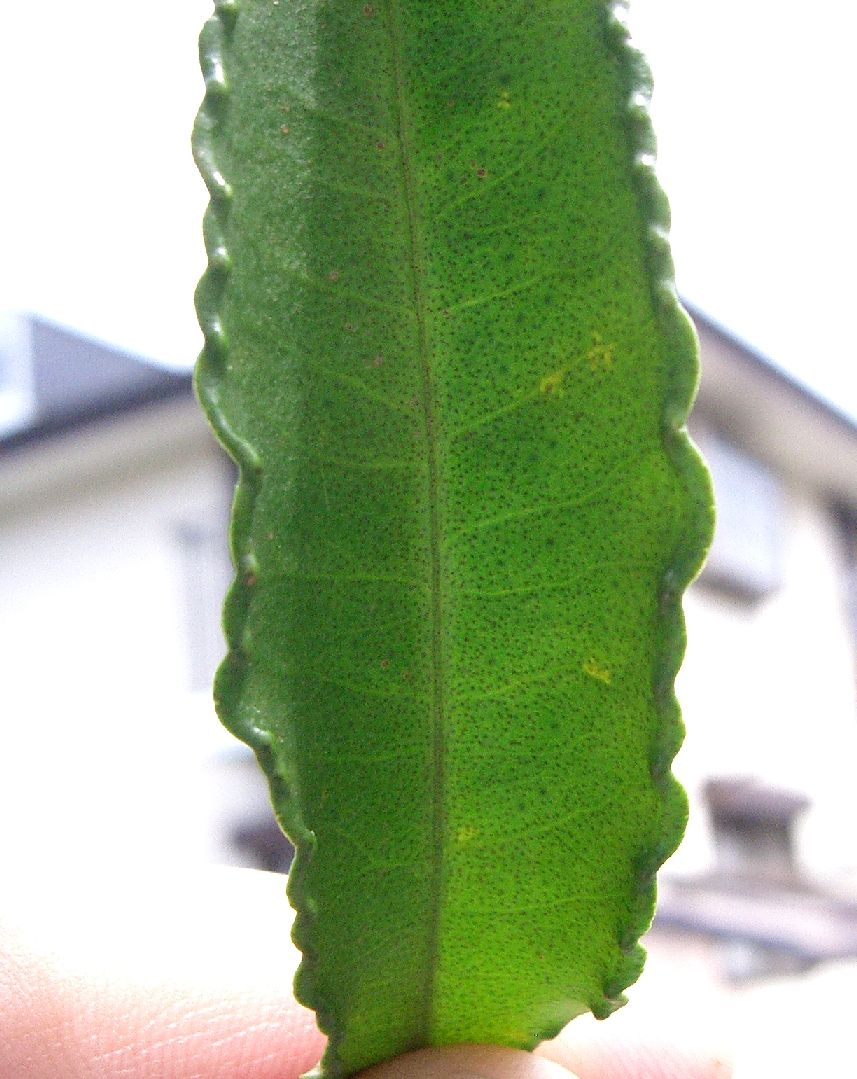
Detail hustě tečkovaného listu klímanu vroubkovaného
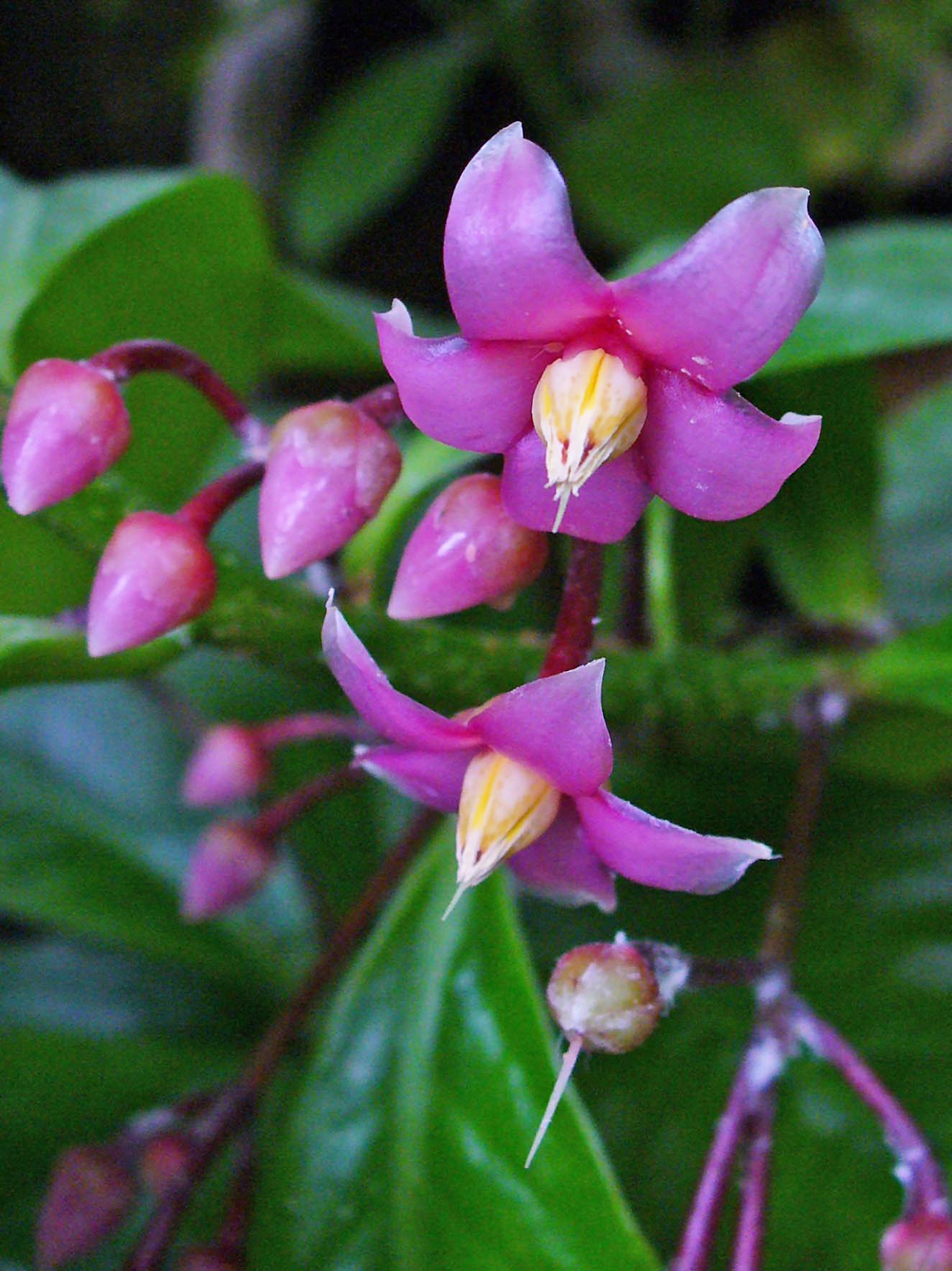
Květy Ardisia wallichii
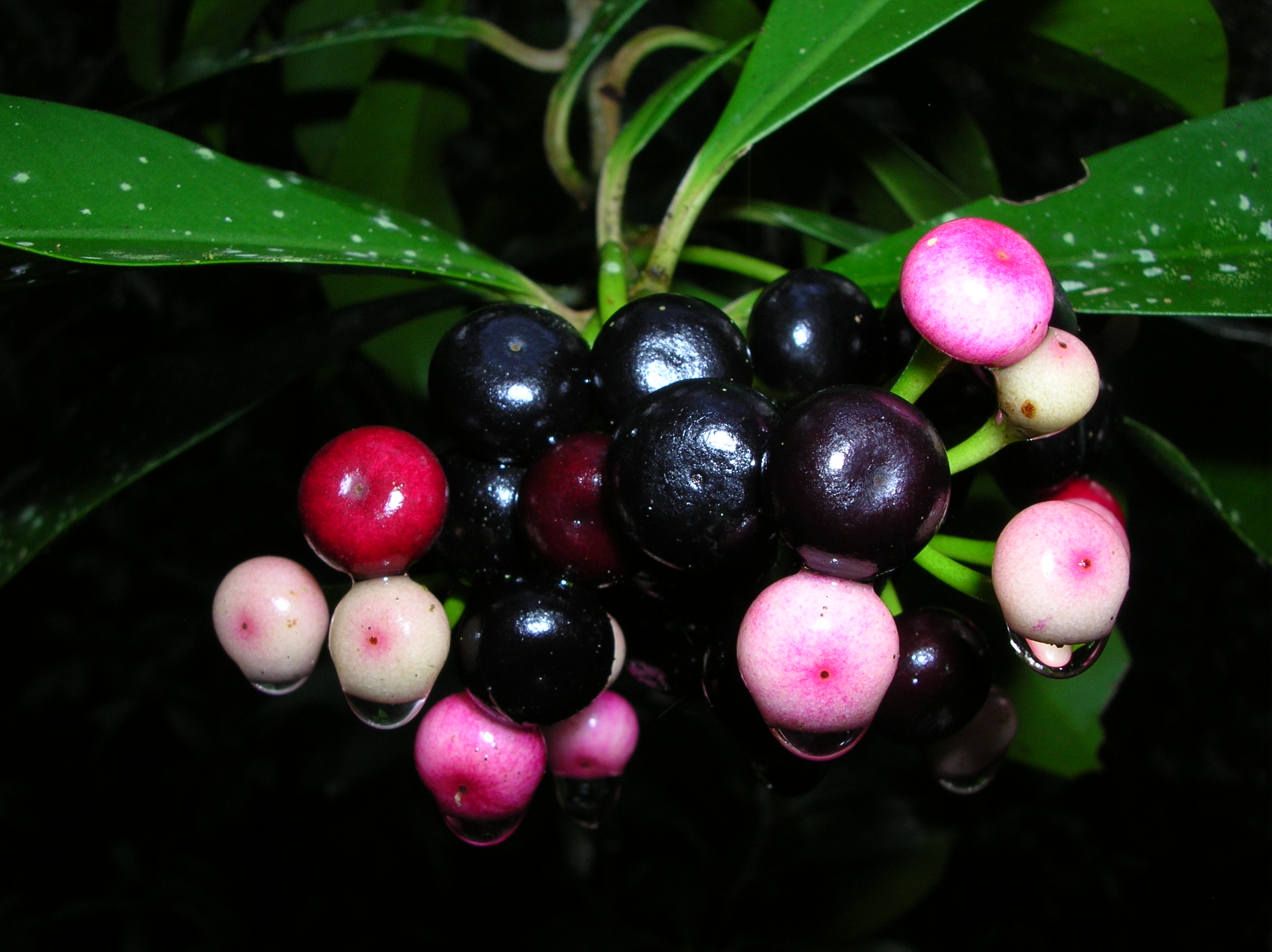
Dozrávající plody Ardisia elliptica

## Rozšíření
Rod klíman zahrnuje asi 250 až 500 druhů. Je rozšířen v tropech téměř celého světa s výjimkou africké pevniny. Rod má dvě centra druhové diverzity, jedno je v tropické Americe v oblasti Kostariky, Panamy a přilehlé části Kolumbie, druhé v jihovýchodní Asii. Několik druhů přesahuje i do mírného pásu, např. v Japonsku.
Klímany jsou zvláště hojné v podrostu tropických deštných lesů.

## Ekologické interakce
Květy klímanů nevytvářejí nektar a jsou opylovány drobnými včelami, sbírajícími pyl. Jsou přizpůsobeny specializovanému způsobu opylování, známému jako buzz-pollination, při němž včela rychlými vibracemi vytřásá pyl z prašníků.
Plody poskytují potravu četným druhům ptáků v podrostu tropických lesů.

## Taxonomie
Ardisia je rozsáhlý rod s velkým areálem rozšíření, který nebyl dosud souhrnně zpracován z celosvětového hlediska. Tato skutečnost se zobrazuje i ve velkých rozdílech v počtu udávaných druhů u jednotlivých autorů. Rod byl v minulosti podobně jako řada dalších dřevnatých rodů prvosenkovitých řazen do čeledi Myrsinaceae.

## Obsahové látky a účinek

Ardisiachinon G

V klímanech jsou obsaženy ardisiachinony, specifické látky na bázi dimerických benzochinonů. Tyto látky inhibují enzymatickou aktivitu 5-lipoxygenázy, což se projevuje protizánětlivým účinkem.
Kořeny klímanu vroubkovaného obsahují saponiny, sapogeniny, prosaponiny, depsipeptidy, triterpeny a další účinné složky.

## Zástupci
- klíman japonský (Ardisia japonica)
- klíman vroubkovaný (Ardisia crenata)

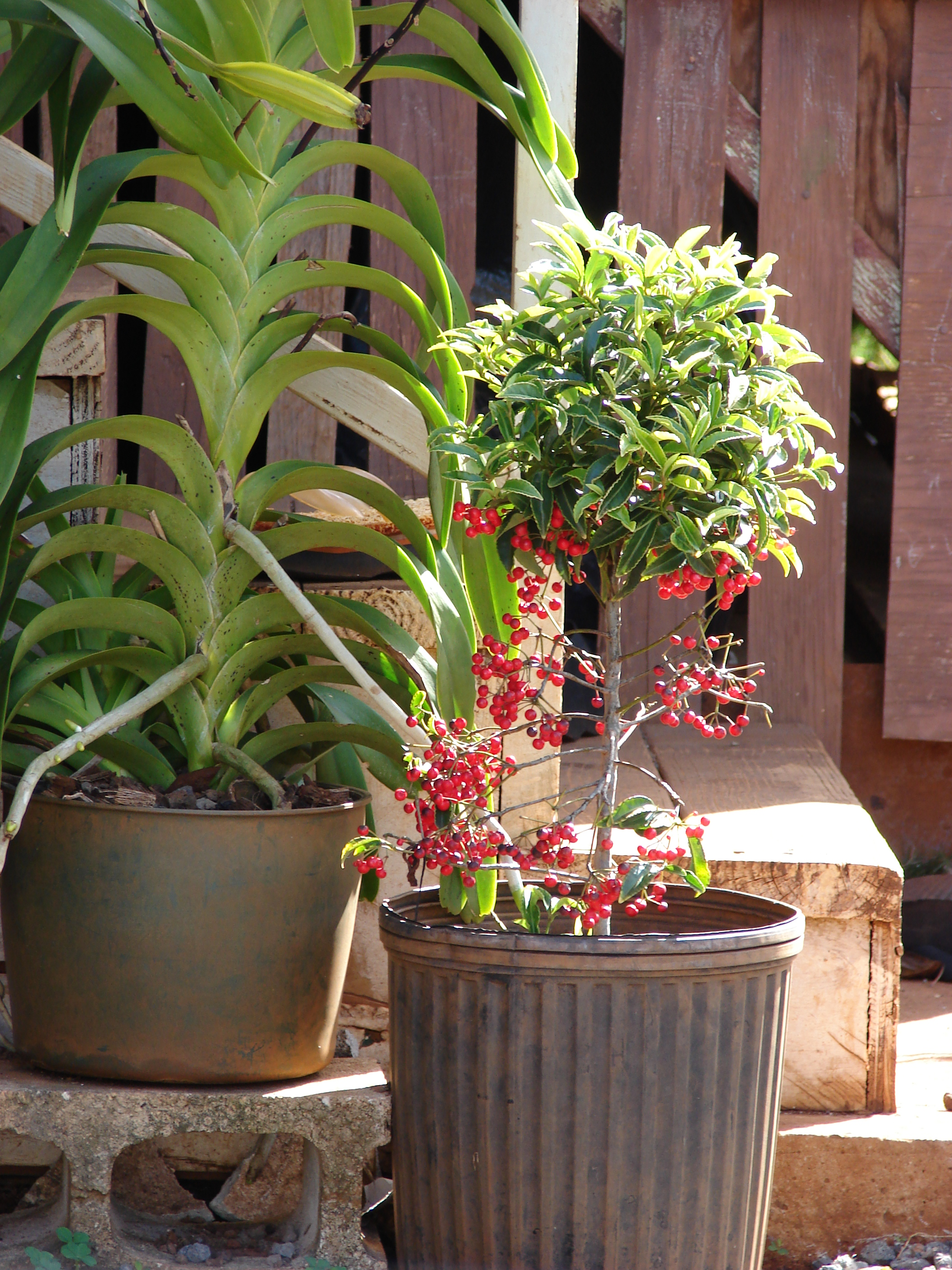
Klíman vroubkovaný jako kbelíková rostlina

## Význam
Klíman vroubkovaný (Ardisia crenata) je pěstován jako okrasná rostlina s pohledným, sytě zeleným olistěním a nápadnými červenými bobulemi. V podmínkách střední Evropy jej lze pěstovat jako kbelíkovou rostlinu.
Plody jsou jedlé, sladké chuti. Mladé listy se používají do salátu. Podobné je i využití druhu A. elliptica.
Dužnina plodů celé řady dalších druhů je rovněž jedlá. Drobné ovoce místního významu poskytují druhy A. mangillo, A. longistaminea a A. revoluta.
Asijský druh Ardisia elliptica, rostoucí původně v mangrovových porostech, je pěstován jako okrasná dřevina a zdomácněl v Karibiku, na Floridě, Havaji, Samoa i jiných částech tropů. V současnosti je považován za invazní druh a byl zařazen mezi 100 nejobtížnějších invazních rostlin světa. V subtropických oblastech (např. na Floridě) může být invazní rostlinou i klíman vroubkovaný. Řidčeji se v tropech pěstují jako okrasné dřeviny i jiné druhy, např. A. escallonioides, A. nigrescens nebo A. revoluta.
Klímany obsahují řadu účinných látek a četné druhy jsou využívány zejména v Asii v medicíně a bylinném léčení. Kořeny klímanu vroubkovaného jsou používány v čínské medicíně při léčení bolestí zubů a kloubů, zánětu mandlí, infekcí dýchacích cest, poruch menstruace a šoku. Široké využití v asijské domorodé medicíně má rozšířený druh A. elliptica.
Druh A. villosa je v čínské medicíně používán při ošetřování pohmožděnina revmatických a neuralgických bolestech. V Malajsii slouží odvar z listů k léčení edému, kořeny se používají ke snížení horečky a při kašli.